# (9933) Alekseev
(9933) Alekseev (1985 SM3) – planetoida z pasa głównego asteroid okrążająca Słońce w ciągu 3,16 lat w średniej odległości 2,15 j.a. Odkryta 19 września 1985 roku.